# NGC 488
NGC 488 är en spiralgalax i stjärnbilden Fiskarna. Den upptäcktes den 5 december 1784 av William Herschel. Den ligger på ett avstånd av cirka 90 miljoner ljusår från solsystemet. Dess diameter uppskattas till ca 185 800 ljusår (ca 52,7 Kparsec). Galaxen har en stor central utbuktning och anses vara en prototypgalax med flera spiralarmar. Dess armar är tätt lindade. Stjärnbildningsaktivitet har spårats inuti armarna. Kärnan i NGC 488 har visat sig vara kemiskt frikopplad och är dubbelt så metallrik som galaxens centrala utbuktning. NGC 488, med undantag för dess mindre följeslagare, bildar NGC 488-gruppen, en relativt isolerad galaxgrupp.

## Supernovor
Två supernovor har observerats i NGC 488:
- SN 1976G (okänd typ, magnitud 15) upptäcktes av Miklós Lovas den 21 oktober 1976.[6][7] Den upptäcktes även oberoende av Paul Wild den 23 oktober 1976.[8]
- SN 2010eb (typ Ia, magnitud 14,7) upptäcktes av Libert (Berto) Monard den 12 juni 2010.[9][10]

## Galleri

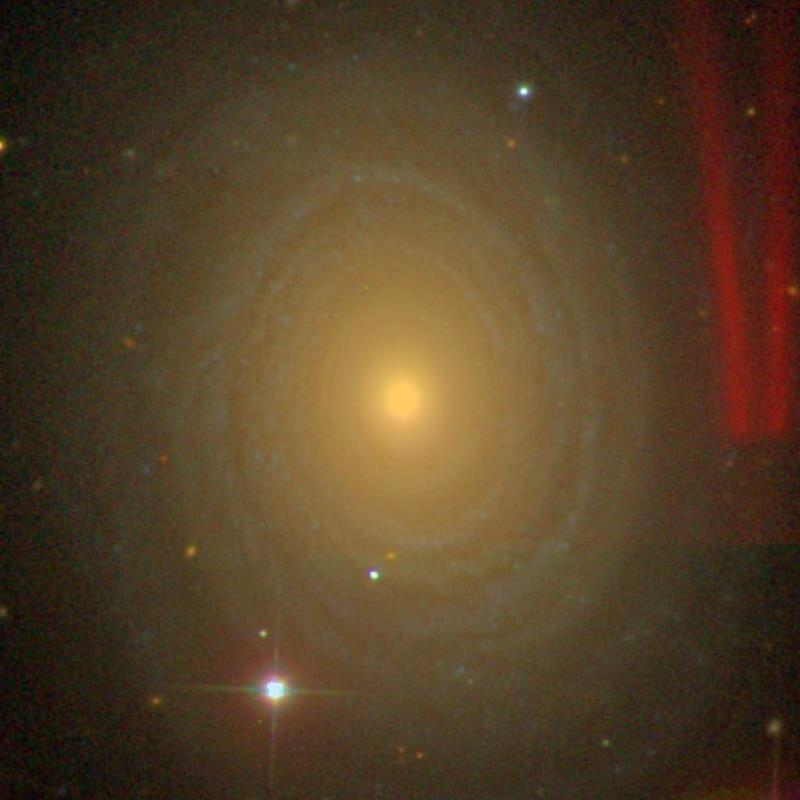
NGC 488 (SDSS)
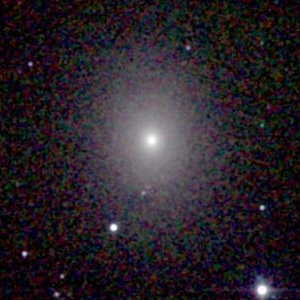
NGC 488 av 2MASS
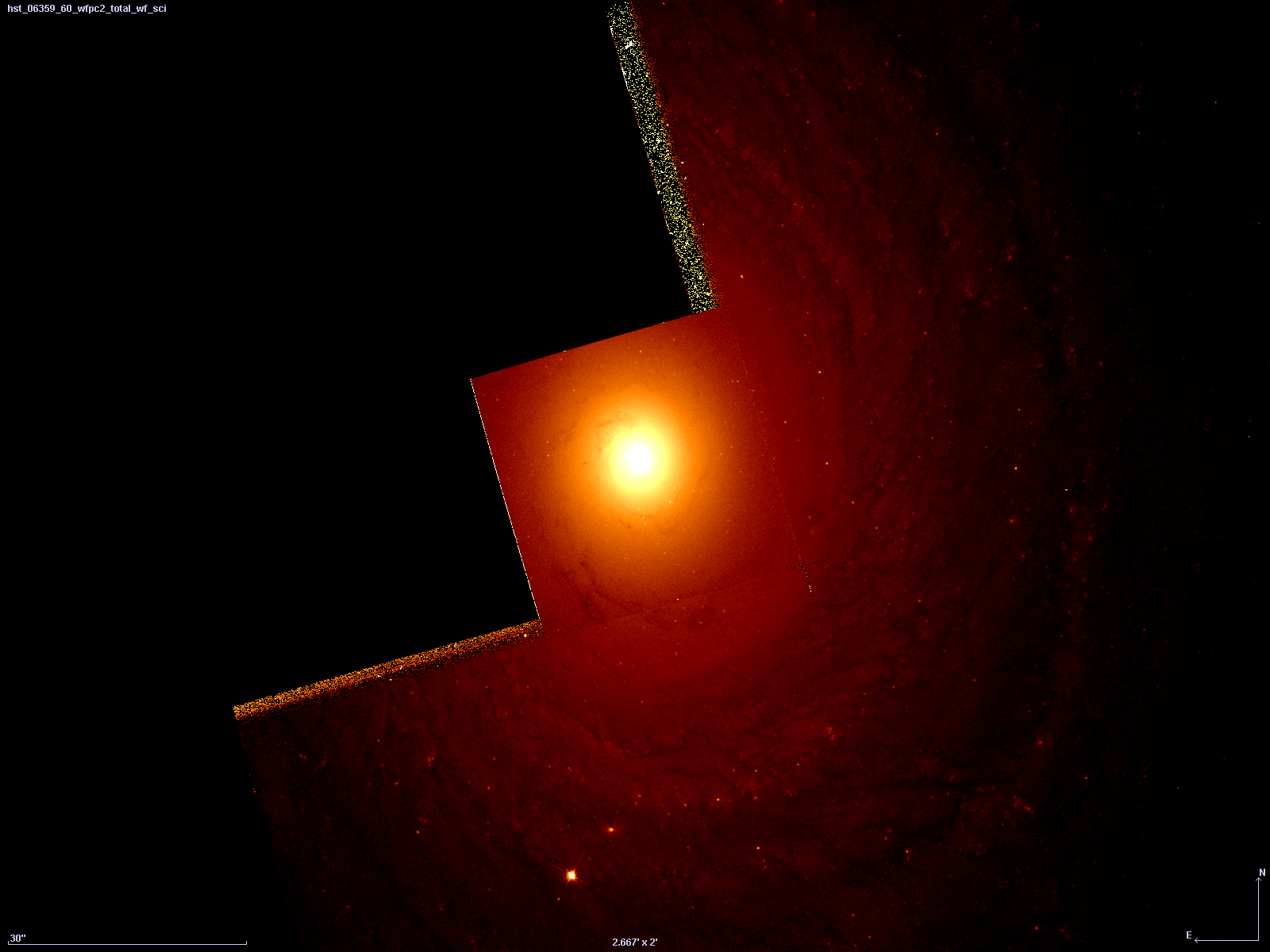
Hubbleteleskopet bild av NGC 488